# Cremeno

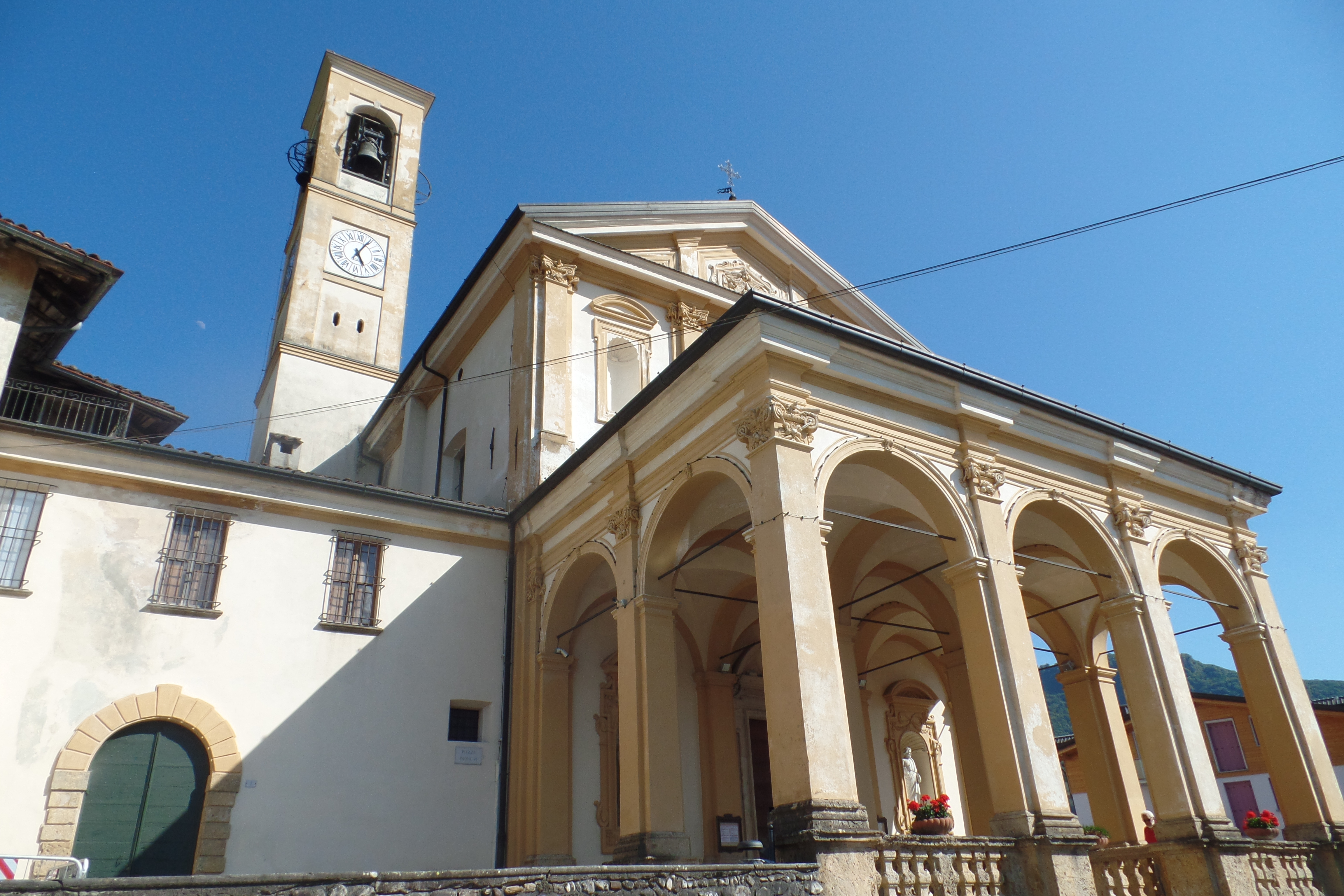
Pfarrkirche San Giorgio

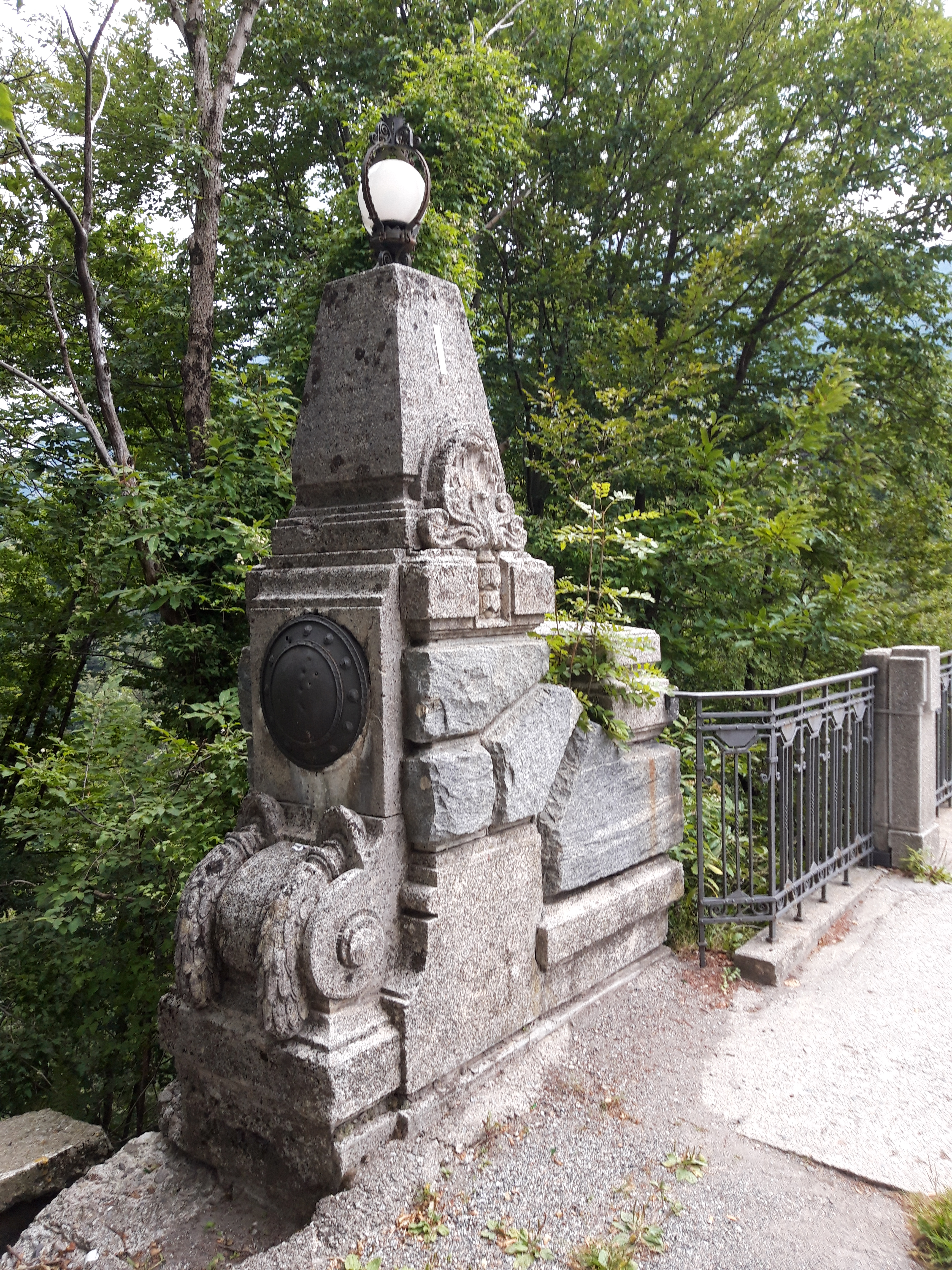
Ponte della Vittoria

Cremeno ist eine Gemeinde in der Provinz Lecco in der italienischen Region Lombardei mit 1730 Einwohnern (Stand 31. Dezember 2023). 

## Geographie
Die Gemeinde liegt etwa 11 km nordöstlich der Provinzhauptstadt Lecco und 60 km nordöstlich der Millionen-Metropole Mailand. Die umfasst die Fraktionen Maggio und Casere. Im Jahr 1971 hatte die Gemeinde Cremeno eine Fläche von 1318 Hektar.
Die Nachbargemeinden sind Ballabio, Barzio, Cassina Valsassina, Morterone und Pasturo.

## Geschichte
Im Laufe des Jahres 1415 wurden einige Verwandte und Vertreter der Universitäten der einzelnen Länder des Valsassina, darunter auch Cremeno, nach Mailand gerufen, um dem Herzog Filippo Maria Visconti die Treue zu schwören. Die Bezeichnung der Ratsmannschaft für den Zusammenschluss von Barzio, Concenedo, Cassina, Moggio, Cremeno ergab sich aus der Tatsache, dass diese Ländereien in der Antike eine einzige Gemeinschaft bildeten; nachdem sie sich vor der Mitte des 16. Jahrhunderts getrennt hatten, regelten sie sich im Zeitlichen selbst, wobei jedes seinen eigenen estimo und seine eigene Katastrophe hatte und nur unter sich die Gründe besaßen, pro indiviso die Gemeinschaftsgüter zu genießen. Im Grundbuch des Herzogtums Mailand von 1558 und den nachfolgenden Aktualisierungen bis zum 17. Jahrhundert wird Cremeno unter den Ländereien des Valsassina aufgeführt. In einem Prospekt aus dem Jahr 1572 (Terre Ducato di Milano, 1572), in dem alle Ländereien des Herzogtums Mailand und andere, die mit ihnen für die Salzstara besteuert werden, aufgeführt sind, wird Cremeno unter den infrascritte comuni des Valsassina genannt.
Aus den vom Provinzbürgermeister Michel’Angelo Manzone im 18. Jahrhundert gesammelten Gewohnheitsregeln über die Regierung des Valsassina und aus den Antworten auf die 45 Fragen der realen giunta der Volkszählung von 1751 lässt sich ableiten, dass Cremeno im Team des Rates eine der Gemeinden (oder Gemeinschaft, aber auch einfach als Land oder Ort bezeichnet) war, die der allgemeinen Gemeinschaft des Valsassina untergeordnet und unterworfen war. Alle Gemeinden, die zur allgemeinen Gemeinschaft gehörten, wurden von einem Konsul regiert, der in der Regel auf der Bank des Podestà in Introbio den Eid ablegte, und von ihren eigenen Bürgermeistern, die von den jeweiligen Stadtvierteln gewählt wurden und für die Verwaltung und den Erhalt des Gemeindeguts verantwortlich waren; oft hatten die Gemeinden auch einen Kanzler, der die Umlagen festlegte (eine Aufgabe, die sonst dem Bürgermeister oblag), und einen Eintreiber, der diese Aufgabe durch einen Vertrag mit der einzelnen Gemeinde erhielt. Die Räte des Generalrats des Tals waren (oft für lange Zeit bestätigte) Abgeordnete der jeweiligen Gemeinden.
Mit der Aktivierung der Gemeinden der Provinz Como, gemäß der territorialen Aufteilung des Königreichs Lombardo-Venetien (Mitteilung vom 12. Februar 1816), wurde die Gemeinde Cremeno in den Bezirk X von Taceno aufgenommen. Cremeno, eine Gemeinde mit Vorladung, wurde durch die spätere territoriale Aufteilung der lombardischen Provinzen bestätigt. Im Jahr 1853 (Meldung vom 23. Juni 1853) wurde Cremeno, eine Gemeinde mit allgemeiner Einberufung und 699 Einwohnern, in den Kreis X von Lecco aufgenommen.
Nach dem vorübergehenden Zusammenschluss der lombardischen Provinzen mit dem Königreich Sardinien wurde die Gemeinde Cremeno mit 704 Einwohnern, die von einem fünfzehnköpfigen Gemeinderat und einem zweiköpfigen Stadtrat verwaltet wird, gemäß der durch das Gesetz vom 23. Oktober 1859 festgelegten territorialen Aufteilung in den Bezirk II von Introbio, Bezirk III von Lecco, Provinz Como, eingegliedert. Bei der Gründung des Königreichs Italien im Jahr 1861 hatte die Gemeinde 682 Einwohner (Volkszählung 1861). Nach dem Gemeindegesetz von 1865 wurde die Gemeinde von einem Bürgermeister, einer Junta und einem Rat verwaltet. Im Jahr 1867 wurde die Gemeinde in denselben Bezirk, Kreis und dieselbe Provinz eingegliedert (Verwaltungsbezirk 1867).
Im Jahr 1924 wurde die Gemeinde in den Bezirk Lecco der Provinz Como eingegliedert. Nach der Gemeindereform von 1926 wurde die Gemeinde von einem Podestà verwaltet. 1928 wurden der Gemeinde Cremeno die aufgelösten Gemeinden Cassina Valsassina und Moggio angegliedert, die dann 1948 wiederhergestellt wurden. Nach der Gemeindereform von 1946 wurde die Gemeinde Cremeno von einem Bürgermeister, einer Junta und einem Gemeinderat verwaltet. 

## Bevölkerung
| Bevölkerungsentwicklung | Bevölkerungsentwicklung | Bevölkerungsentwicklung | Bevölkerungsentwicklung | Bevölkerungsentwicklung | Bevölkerungsentwicklung | Bevölkerungsentwicklung | Bevölkerungsentwicklung | Bevölkerungsentwicklung | Bevölkerungsentwicklung | Bevölkerungsentwicklung | Bevölkerungsentwicklung | Bevölkerungsentwicklung | Bevölkerungsentwicklung | Bevölkerungsentwicklung | Bevölkerungsentwicklung | Bevölkerungsentwicklung |
| ----------------------- | ----------------------- | ----------------------- | ----------------------- | ----------------------- | ----------------------- | ----------------------- | ----------------------- | ----------------------- | ----------------------- | ----------------------- | ----------------------- | ----------------------- | ----------------------- | ----------------------- | ----------------------- | ----------------------- |
| Jahr                    | 1861                    | 1871                    | 1881                    | 1901                    | 1921                    | 1931                    | 1936                    | 1951                    | 1961                    | 1971                    | 1981                    | 1991                    | 2001                    | 2011                    | 2022                    |                         |
| Einwohner               | 682                     | 561                     | 642                     | 671                     | 697                     | 779                     | 763                     | 655                     | 685                     | 745                     | 810                     | 879                     | 1014                    | 1438                    | 1653                    |                         |
| Quelle: ISTAT           |                         |                         |                         |                         |                         |                         |                         |                         |                         |                         |                         |                         |                         |                         |                         |                         |

## Sehenswürdigkeiten
- Pfarrkirche San Giorgio Martire. Das Gebäude wurde zwischen 1657 und 1692 auf einer früheren romanischen Kirche wieder aufgebaut, die im Jahr 1000 als Kaplanei von der Mutterkirche von Primaluna abgetrennt wurde. Von der alten Kirche ist heute noch der Glockenturm erhalten.
- Kirche Santa Maria Nascente im Ortschaft Maggio.
- Kirche von San Rocco (16. Jahrhundert). Im Inneren befinden sich ein Altarbild des Heiligen Rochus von Stefano da Pianello (1523) und ein Gemälde der Madonna mit Kind zwischen dem Heiligen Sebastian und dem Heiligen Rochus.

## Persönlichkeiten
- Massimo Fini, Journalist, Schriftsteller, Schauspieler
- Tito Orlandi (* 1940), Koptologe